# Grupo de cultivares

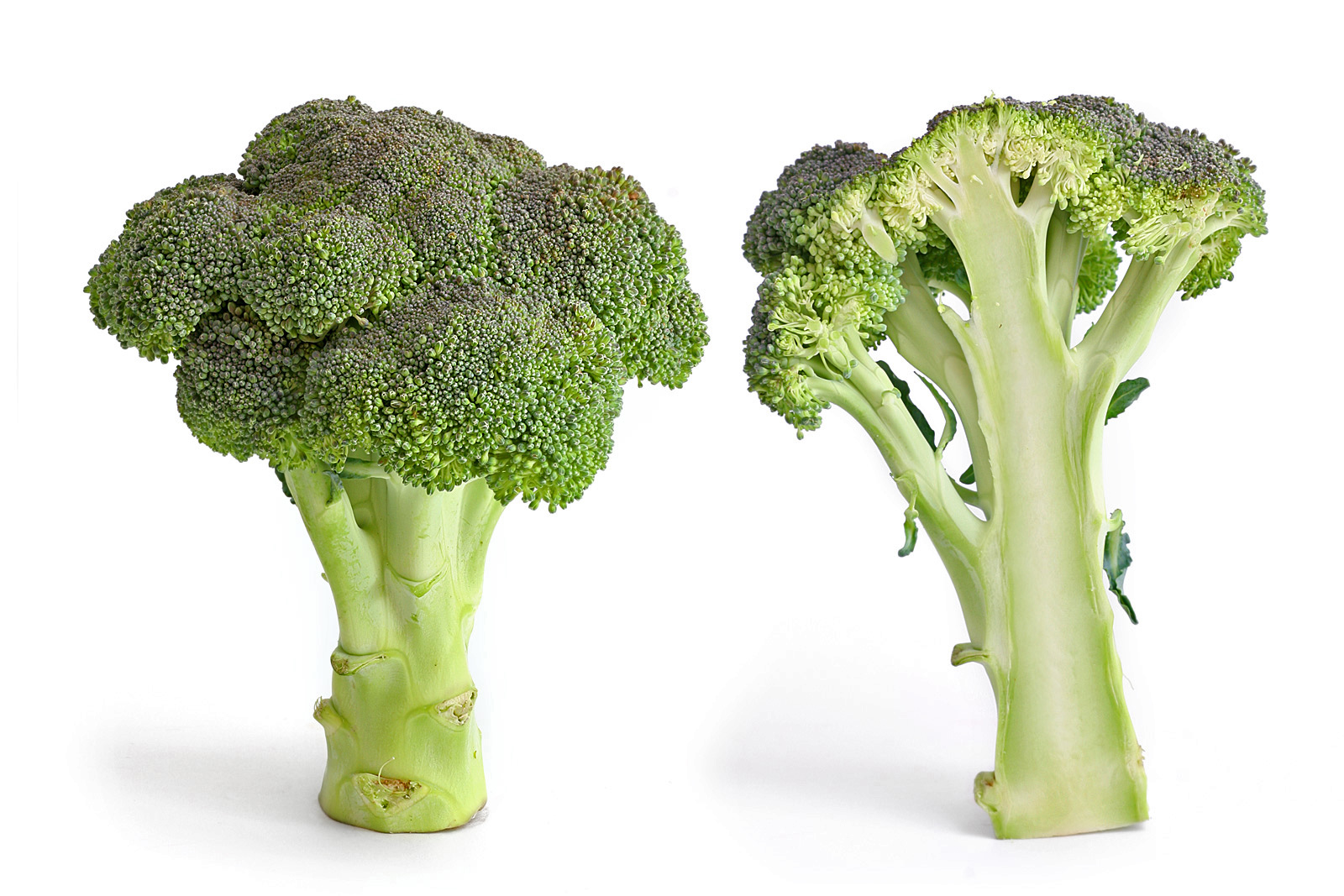
Brassica oleracea L. Grupo Cymosa

Un grupo de cultivares (gp. cv.) es una categoría formal en el Código Internacional de Nomenclatura para Plantas Cultivadas (ICNCP) que se usa para plantas cultivadas (cultivares) que comparten una característica definida. En 2004, el ICNCP simplificó «grupo de cultivares» a «grupo», pues el primero necesariamente comprende sólo cultivares, mientras que el segundo puede incluir a plantas individuales. Sin embargo, ante la ambigüedad del término «grupo», se sigue usando mayoritariamente «grupo de cultivares», que además es como se le ha llamado desde 1969. En la nomenclatura de plantas cultivadas, se representa como Grupo o Gp. La G mayúscula sirve para diferenciar a «cualquier taxón informal no reconocido por el ICBN», mientras que en mayúsculas se refiere específicamente a un taxón definido por el ICNCP.
Esta categorización no se aplica a la taxonomía general de las plantas (la nomenclatura botánica), solo se usa en contextos hortícolas/agrícolas. Cualquier grupo de cultivares puede tener una clasificación taxonómica diferente, como un nombre subespecífico (generalmente un nombre de forma o variedad, en cursiva) después del género y la especie.
Un grupo generalmente está unido por un rasgo común distinto, y a menudo incluye miembros de más de una especie dentro de un mismo género. Por ejemplo, los cultivares de floración temprana en el género Iris forman el grupo Dutch Iris. Una especie de planta que pierde su estado taxonómico en botánica, pero aún tiene valor agrícola u hortícola, cumple con los criterios para un grupo de cultivares, y su antiguo nombre botánico puede reutilizarse como el nombre de su grupo de cultivares. Por ejemplo, Hosta fortunei (actual Hosta 'Undulata') generalmente ya no se reconoce como especie, y el ICNCP afirma que el epíteto fortunei se puede usar para formar el grupo de cultivares Hosta Fortunei.

## Ortografía
Cada palabra en el nombre de un Grupo está en mayúscula. Esto es seguido por la palabra en mayúscula Grupo. El nombre del grupo no está en cursiva ni estilizado, y se sigue del epíteto latino en cursiva. También se puede usar después de un nombre vernáculo para la especie, género u otra categoría. Ejemplos:
- Lilium Grupo Rojo Oscuro
- Neofinetia falcata Grupo Hariba
- Alcea Grupo Chater Doble

«Grupo» puede abreviarse «Gp» (sin un carácter terminal). Un grupo de cultivares puede estar rodeado de paréntesis para mayor claridad en los epítetos largos:
- Solanum tuberosum (Grupo Maincrop) 'Desiree'

ICNCP ilustra este orden consistentemente, aunque en la práctica real el nombre del cultivar entre comillas simples puede aparecer antes que el grupo del cultivar (con o sin paréntesis):
- Solanum tuberosum 'Desiree' Maincrop Group

Los grupos no son necesariamente mutuamente excluyentes. Por ejemplo, la misma patata se puede denominar Solanum tuberosum Grupo Maincrop, o Solanum tuberosum Grupo Red-skinned, o se puede dar con ambos como Solanum tuberosum Grupo Maincrop Red-skinned, «dependiendo del propósito de la clasificación utilizada».